# Escuela Preparatoria Granada Hills Charter
La Escuela Preparatoria Granada Hills Charter (Granada Hills Charter High School o GHCHS) es una escuela preparatoria (high school) charter en Granada Hills, Los Ángeles, California en la Valle de San Fernando. La escuela es una escuela charter del Distrito Escolar Unificado de Los Ángeles (LAUSD por sus siglas en inglés).

## Historia
En el año escolar 1970-1971 school year, la preparatoria tenía el cuerpo estudiantil más grande de la parte del país al oeste del río Misisipi, y uno de los más grandes del país. En 1971 la Preparatoria John F. Kennedy se abrió, aliviando la preparatoria Granada Hills.
La junta escolar de Los Ángeles aprobó el estado de la charter, haciendo Granada Hills la escuela charter más grande de los Estados Unidos.
La administración de la prepatoria pidió el estado charter debido a menos controles contra la recaudación de fondos y recortes en el presupuesto de LAUSD.

## Cuerpo estudiantil
A partir de 2003 era una escuela de LAUSD con uno de los porcentajes más altos de estudiantes blancos. En 2003 el cuerpo estudiantil, de 3.800 estudiantes, era 43% blanco, 25% latino, 25% asiático, y 6% afroamericano.